# الحرب الإنجليزية الإسبانية (1585–1604)

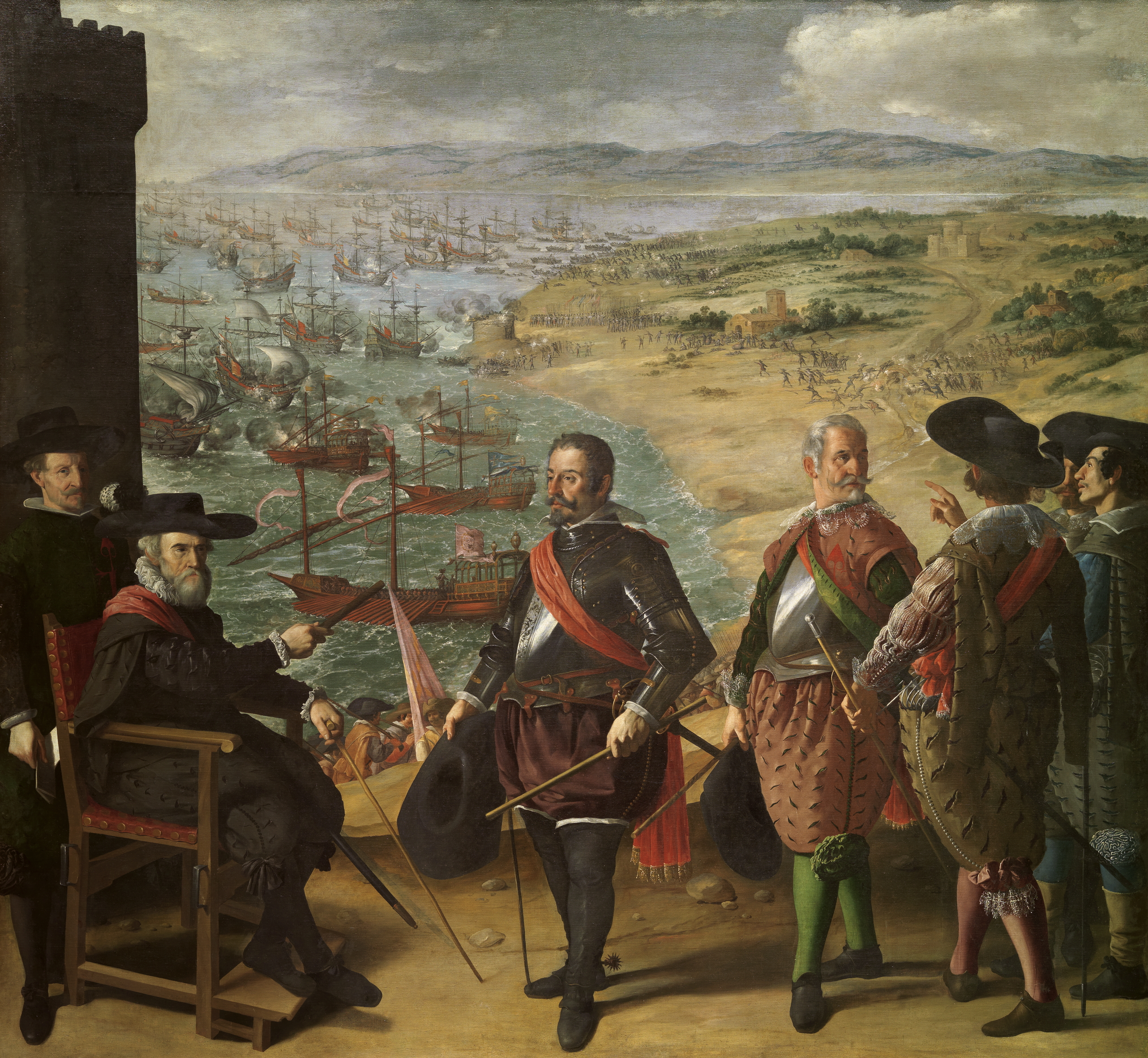
أحد لوحات الحرب من متحف لندن

كانت الحرب الأنجلو إسبانية (1585 – 1604) صراعًا متقطعًا بين مملكتي إسبانيا وإنجلترا، لم يُصرح بها رسميًا قط. تخلل الحرب معارك متفرقة، وبدأت ببعثة إنجلترا العسكرية في عام 1585 إلى ما كان يُعرف آنذاك بهولندا الإسبانية تحت قيادة روبرت دادلي، إيرل ليستر، وذلك دعمًا لمعارضة برلمان هولندا لحكم هابسبورغ إسبانيا.
حظي الإنجليز بانتصارٍ في قادس عام 1587، وصدوا الأرمادا الإسبانية في عام 1588، ولكنهم تعرضوا بعدها لنكسات فادحة في الأرمادا الإنجليزية عام 1589 وفي بعثتي دريك-هوكينز وإسيكس-رالي في عامي 1595 و1597 على التوالي. أُرسل أسطولان إسبانيان آخران في عامي 1596 و1597، لكنهما باءا بالفشل وذلك لسوء الأحوال الجوية وسوء التخطيط.
وصلت الحرب إلى طريق مسدود نحو مطلع القرن السابع عشر أثناء الحملات العسكرية في هولندا وفرنسا وأيرلندا. انتهت بمعاهدة لندن، التي جرى التفاوض عليها عام 1604 بين ممثلي ملك إسبانيا الجديد، فيليب الثالث، وملك إنجلترا الجديد، جيمس الأول. وافقت إنجلترا وإسبانيا على إيقاف تدخلاتهما العسكرية في هولندا الإسبانية وأيرلندا، على الترتيب، وأنهى الإنجليز عمليات القرصنة التفويضية في عرض البحار.

## الأسباب
في ستينيات القرن السادس عشر، واجه فيليب الثاني ملك إسبانيا اضطرابات دينية متزايدة مع اكتساب البروتستانتية لأتباعٍ في منطقة نفوذه في البلدان المنخفضة. بصفته مدافعًا عن الكنيسة الكاثوليكية، سعى إلى قمع الحركة البروتستانتية المتنامية في أراضيه، والتي انفجرت في النهاية إلى تمرد علني عام 1566. وفي غضون ذلك، استمرت العلاقات مع نظام إليزابيث الأولى، ملكة إنجلترا، في التدهور، بعد استعادتها للسلطة الملكية على كنيسة إنجلترا من خلال قانون السيادة عام 1559؛ وُضع لأول مرة من قِبل والدها هنري الثامن وألغته أختها ماري الأولى، زوجة فيليب. اعتبر الكاثوليك القانون اغتصابًا للسلطة البابوية. زادت الدعوات التي أطلقها البروتستانت الإنجليز لدعم المتمردين البروتستانت الهولنديين ضد فيليب، من التوترات بشكل أكبر كما فعلت الاضطرابات الكاثوليكية-البروتستانتية في فرنسا، والتي شهدت دعم الجانبين للفصائل الفرنسية المتنازعة.
كانت النزاعات التجارية سببًا في تعقيد الأمور. اكتسبت أنشطة البحّارة الإنجليز، التي بدأها السير جون هوكنز في عام 1562، دعمًا ضمنيًا من إليزابيث، على الرغم من أن الحكومة الإسبانية قد اشتكت من كون تجارة هوكنز مع مستعمراتها في جزر الهند الغربية قائمة على التهريب. في سبتمبر 1568، فوجئت بعثة للإتجار بالعبيد بقيادة هوكنز والسير فرانسيس دريك بالإسبان، وجرى الاستيلاء على العديد من السفن وغرقت سفن أخرى في معركة سان خوان دي أولوا بالقرب من فيراكروز في إسبانيا الجديدة. أدى هذا الاشتباك إلى توتر العلاقات الأنجلو-إسبانية وفي العام التالي احتجز الإنجليز عدة سفن تجارية أرسلها الإسبان لإمداد جيشهم في هولندا. كثف دريك وهوكنز عمليات القرصنة التفويضية كوسيلة لكسر الاحتكار الإسباني على التجارة الأطلسية. ذهب فرانسيس دريك في رحلة قرصنة تفويضة ثم أبحر من خلالها حول العالم بين عامي 1577 و1580. نُهبت الموانئ الاستعمارية الإسبانية وجرى الاستيلاء على عدد من السفن بما في ذلك سفينة التجارة الشراعية نويسترا سينيورا دي لا كونسبسيون (سيدة الحبَل بلا دنس). عندما وصلت أخبار مآثره إلى أوروبا، استمر تدهور علاقات إليزابيث مع فيليب.
بعد فترة وجيزة من أزمة الخلافة البرتغالية عام 1580، قُدم الدعم الإنجليزي إلى أنطونيو، رئيس دير كراتو، الذي حارب في صراعه مع فيليب الثاني من أجل العرش البرتغالي. في المقابل بدأ فيليب بدعم التمرد الكاثوليكي في أيرلندا ضد إصلاحات إليزابيث الدينية. هُزمت محاولات فيليب وإليزابيث على حد سواء في دعم الفصائل المتنازعة.
في عام 1584، وقع فيليب معاهدة جوينفيل مع تحالف فرنسا الكاثوليكي لوقف صعود البروتستانتية هناك. في هولندا الإسبانية، دعمت إنجلترا سرًا الأقاليم المتحدة البروتستانتية الهولندية، التي كانت تقاتل من أجل الاستقلال عن إسبانيا. في عام 1584، اغتيل أمير أورانج، مما ترك شعورًا بالخطر بالإضافة إلى الفراغ السياسي. شهد العام التالي ضربة أخرى للهولنديين بعد الاستيلاء على أنتويرب من قِبل القوات الإسبانية بقيادة ألكسندر فارنيزي، دوق بارما. طلب المتمردون الهولنديون المساعدة من إنجلترا، والتي وافقت عليها إليزابيث لأنها كانت تخشى أن يُسفر احتلال إسبانيا لتلك الأراضي عن تهديد إنجلترا. وُقعت معاهدة نَنساتش نتيجة لذلك – وافقت إليزابيث على تزويد الهولنديين بالرجال والخيول والمال ولكنها رفضت السيادة الشاملة. في المقابل، سلم الهولنديون أربع مدن كانت بمثابة ضمانة وتحت حماية القوات الإنجليزية. اعتبر فيليب هذا إعلانًا صريحًا للحرب ضد حكمه في هولندا.

## إسبانيا

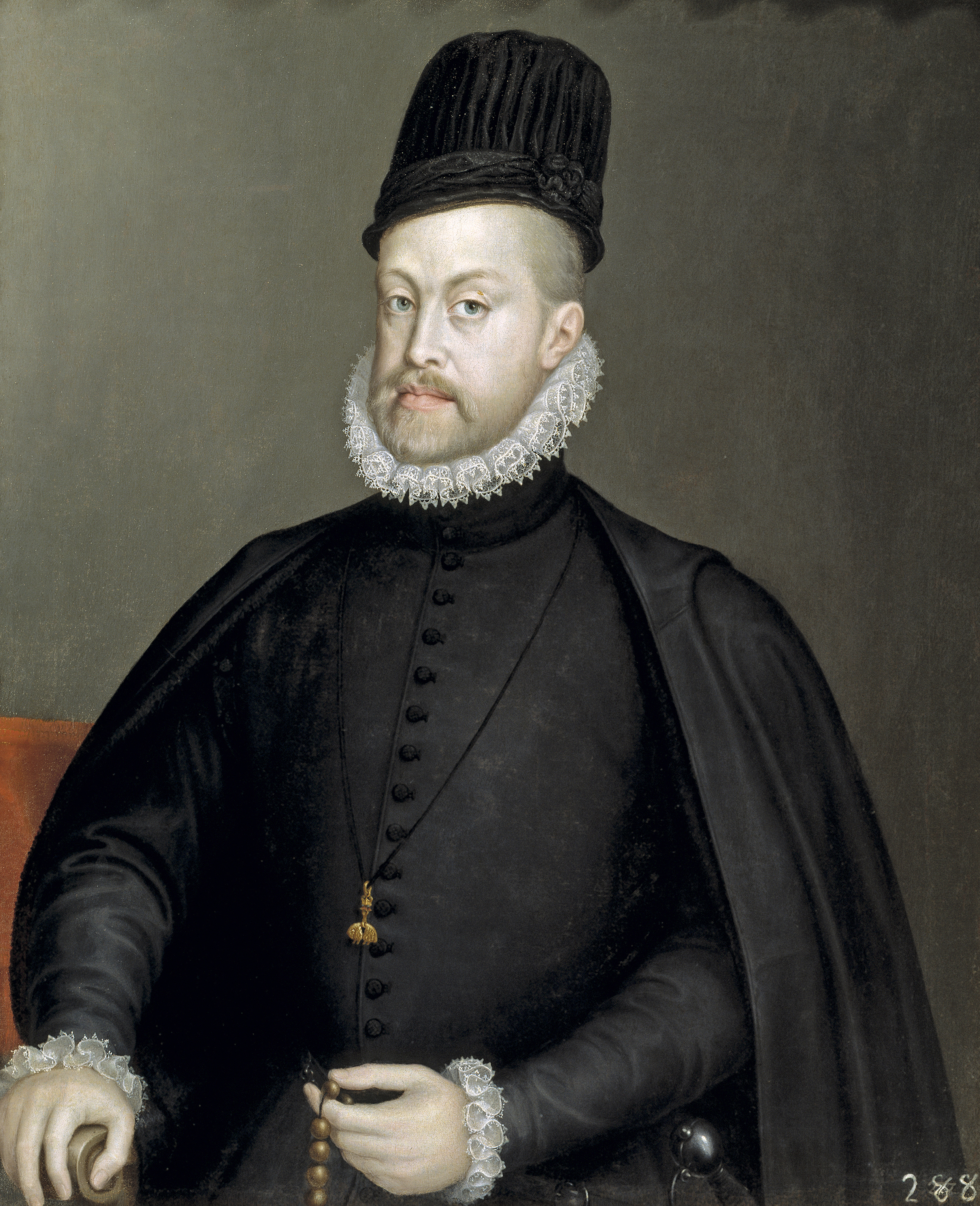
الملك فيليب الثاني

كانت إسبانيا ضمن إمبراطورية كبرى في عهد الإمبراطور شارل الخامس ضمت كل من الإمبراطورية والأراضي المنخفضة وجنوب إيطاليا وإسبانيا ومستعمرات إسبانيا فيما وراء البحار وظل هذا الأمر قائما حتى تنازل الإمبراطور شارل الخامس في عام 1556م عن الملك وانتقل العرش إلى كل من ابنه فيليب وأخيه فرديناند وقسمت تلك المملكة الواسعة بينهما فكان نصيب أخيه فرديناند حكم الإمبراطورية أما ابنه فيليب فقد حكم إسبانيا وإيطاليا والأراضي المنخفضة والمستعمرات.
وكانت إسبانيا ولا زالت أكبر معاقل الكاثوليكية ونصير لها على امتداد التاريخ ووقفت في وجه الإصلاح الديني البروتيستانتي بمذاهبه بشراسة، وكان أهم وسائلها محاكم التفتيش التي روعت وأذلت ناصية حركة الإصلاح البروتستانتي.وكان الملك فيليب الثاني نفسه كاثوليكيا متعصبا كارها ومنتقما من فكر الإصلاح وزعماءؤه، تزوج فيليب الثاني من الملكة ماري تيودور ملكة إنجلترا والتي حكمت قبل أختها إليزابيث، واستغل الملك الإسباني هذا الزواج أكبر استغلال في كثلكة (تحويل إلى الكاثوليكية) زوجته ملكة إنجلترا ومناطق الشمال الإنجليزي كما استعان بقوة إنجلترا في مواجهة كثير من مشاكله الحربية والاقتصادية وامتلكت إسبانيا قوة عسكرية برية وبحرية وتمرست علي القتال في كافة ممالك إسبانيا وإمبراطوريتها الواسعة حتى أصبحت البحرية الإسبانية قوة ضاربة سيطرت على البحر المتوسط وكذلك المحيط الأطلسي وقامت بأعمال الكشوف الجغرافية.
واعتمد هذا الأسطول الإسباني علي وحدات واطئة تعمل بالمجاديف وتلتحم تلك الوحدات مباشرة مع البحرية المضادة وتستخدم في ذلك الأسلحة البيضاء وكانت تلك الوحدات تعمل في البحر المتوسط الذي حققت فيه إنجازا كبيرا، وبالرغم من اتساع مملكة إسبانيا فإن مواردها كانت محدودة واعتمدت بشكل كبير علي مواردها من الأراضي المنخفضة.

## إنجلترا

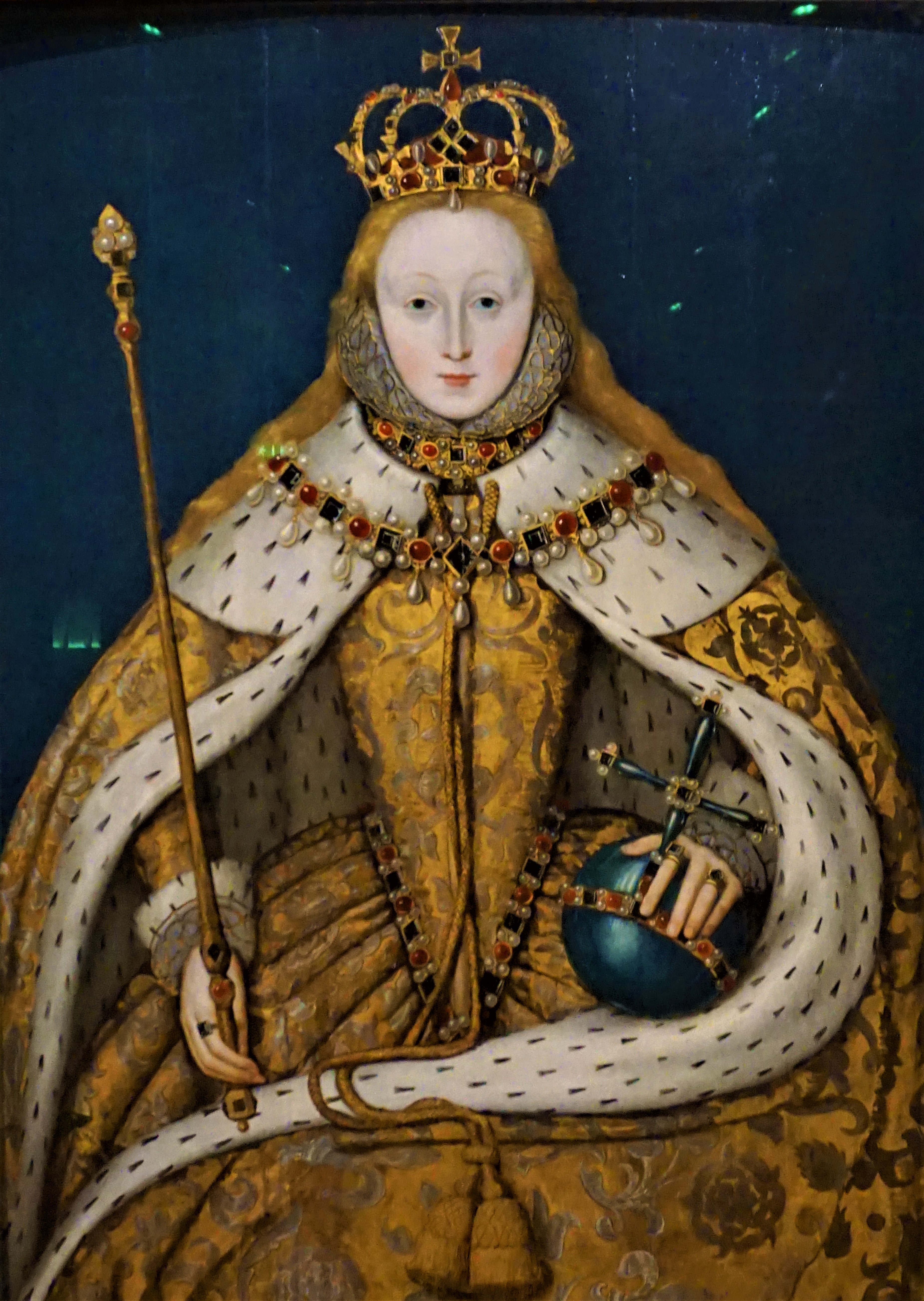
الملكة إليزابيث

بعد انتهاء حكم الملكة مارى توليت أختها إليزابيث عرش بريطانيا عام 1588م، الملكة إليزابيث الأولى كانت بروتستانتية حكيمة ومتزنة وقوية تقدر الحرية وتسعى لاستقلال وقوة بلادها اقتصاديا وعسكريا وترغب في رقي وتطور شعبها بعيدا عن أي سيادة أو تدخل خارجي، كما كانت تعلم مدى كراهية الإنجليز لحكم اختها ماري لارتباطها بالزواج بأجنبي هو فيليب الثاني ملك إسبانيا ومن ثم فإنها لم تغامر بالزواج من ملك أو أمير أجنبي حتى تكون قريبة ومحبوبة من الشعب وظلت بدون زواج طيلة حياتها وإن حاصرتها ظلال الشك التي ألقت شائعات حول علاقاتها غير الشرعية حيث قيل أنها كانت عشيقة لأحد رجال البحر الإنجليز هو فرنسيس دريك، ولكن لم يكن ذلك بالأمر الخطير بالنسبة للإنجليز المهم أن إليزابيث حافظت علي استقلال بلادها وعملت علي تقوية اقتصاد شعبها ورفاهيته، من ناحية العقيدة اعتنقت إليزابيث البروتستانتية وتحمست لها وعملت على جعل بريطانيا بروتستانتية ولكن عقيدتها لم يشبها التعصب والانتقام فلم تحرق أحد من خصومها كما أنها لم تعتبر أن اعتناق مذاهب أخرى أمرا خطيرا بل كان هناك توفيق ومرونة في المذاهب لاقى قبولا من الإنجليز ومع ذلك فقد سعت لإحلال البروتستانتية مكان الكاثوليكية في شمال إنجلترا فأرسلت جيشا إنجليزيا إلى اسكتلندا هزم الجيش الفرنسي الكاثوليكي المعسكر هناك ومهد السبيل لدعاة البروتستانتية لنشر مذهبهم وفكرهم بالتدريج.
اتجهت بعد ذلك لفتح الطريق أمام إنجلترا لدخول عالم التجارة وبالتالي ركوب البحر وتحقيق المكاسب وظهر في ذلك رجال بحرية أقوياء من الإنجليز كانت لهم جهودهم الفردية بتأييد وتشجيع من الملكة ولما زاد النشاط التجاري الإنجليزى وقويت شوكتهم وتمرسوا وتسلحوا على فنون الملاحة والحرب، كان لابد من حدوث مواجهة بين البحرية الإنجليزية الناشئة والإسبانية المتمرسة، هذه المنافسة بدأت في ميدان التجارة والتوزيع ثم بعد ذلك في ميدان القتال.

## المنافسة التجارية بين إسبانيا وإنجلترا
أخذت المنافسة بين إسبانيا وإنجلترا في بدايتها طابعا دينيا بين المذهب البروتستانتي في إنجلترا والكاثوليكي في إسبانيا التي كانت تحرص على نشره بالقوة في كافة أرجاء الأرض إلا أن الحقيقة أثبتت أن المنافسة الدينية أخذت تضعف ليحل محلها المنافسة التجارية الاقتصادية ستكون هي الأصل لنشوب الحرب بين الدولتين، كانت إنجلترا قد قطعت شوطا كبيرا في عهد إليزابيث في تقوية جيشها البري وأسطولها البحري، كما أعطت حرية العمل لرجال البحر في أعالي البحار ب المحيط الأطلسي والبحر المتوسط وعلى كافة السواحل وأصبحت البحرية الإنجليزية أكثر قوة لتنافس البحرية الإسبانية التي وإن كانت كبيرة العدد إلا أنها ثقيلة الحركة ضعيفة في تسليحها وفنون قتال رجالها مع عزيمتهم وإصرارهم.
وكان شعور رجال البحرية الإنجليزية شعورا معاديا لإسبانيا ورجال بحريتها حاقدين عليهم. وكان غضب الإنجليز من البابا الذي قسم أعالي البحار بين إسبانيا والبرتغال لتكون حكرا عليهم ورأوا أن ذلك ظلم وقسوة من البابا. مما أدى للصدام بين رجال البحرية الإنجليزية والإسبانية حيث كانت إسبانيا هي البادئة في الصراع وبشكل يمثل قمة الغدر الإسباني ذلك أن رجل البحر القرصان فرنسيس دريك كان قد لجأ مع زميله الإنجليزي جون هوكنز إلى أحد الشواطيء هربا من عاصفة مدمرة فلحق به أسطول إسباني من ثلاثة عشر قطعة بحرية يحمل الحاكم العام الإسباني علي المكسيك، وكانت البداية تبادل احاديث عادية إلا أن الإسبان أطلقوا فجأة النيران الكثيفة علي البحرية الإنجليزية المكونة من خمس سفن فقط فأغرقوا ثلاثة منها ونجا القرصان دريك وزميله هوكنز من القتل بأعجوبة وكانت تلك الحادثة عام 1567م علي أحد الشواطئ التابعة لإسبانيا.
جعل هذا الحادث من القبطان ديريك يزداد إصرارا لمواجهة البحرية الإسبانية وظل طوال ثمانية وعشرين عاما من رجال البحر الأقوياء يهاجم السفن الإسبانية والبرتغالية في أعالي البحار وحوض البحر المتوسط وينزل بهم الخسائر ويحصد الغنائم ولبطولاته المتعددة وخدمته للبلاد فإن الملكة إليزابيث كانت شديدة الإعجاب ببطولاته فنصبته فارسا في مسناء وتفورد ومنذ ذلك الوقت توطدت العلاقة بينهما وجعلت بريطانيا تشجع هؤلاء الفرسان لتقدر علي منافسة إسبانيا ويتطور الأمر إلى نشوب الحرب بين الدولتين.

## حوادث الحرب وتطوراتها

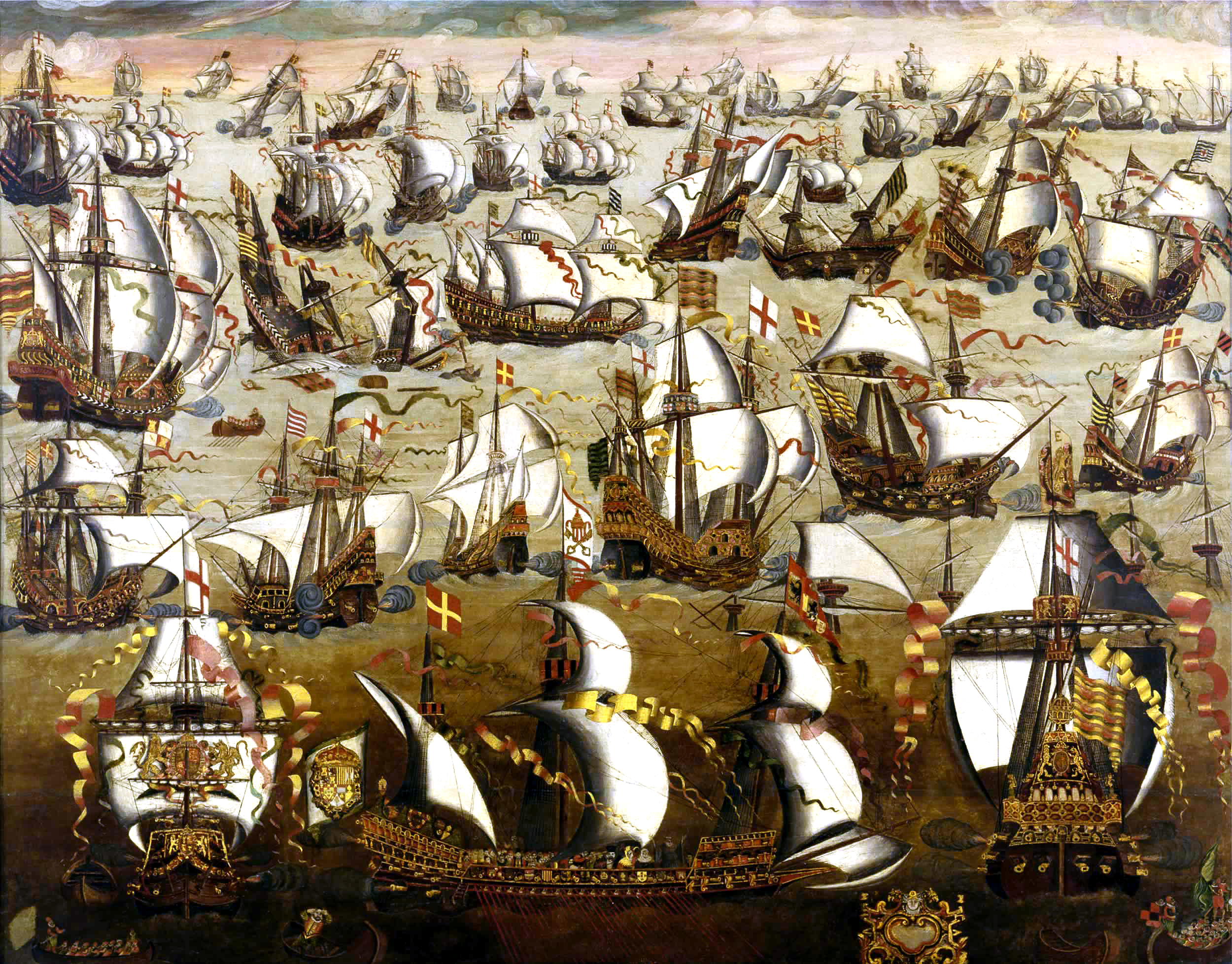
أسطول أرمادا.متحف لندن

استعد فيليب الثاني ملك إسبانيا لحرب إنجلترا وكان هو البادئ فيها، فجهز أسطوله الكبير الذي يعرف بالأرمادا وهي تتكون من قسمين الأول سفن الأرمادا الواطئة التي تعتمد على الاشتباك المباشر مع سفن الأعداء والقسم الثاني السفن الكبيرة الثقيلة الحركة ضعيفة التسليح وتسمى الغلايين.
واتجهت سفن الأرمادا نحو شواطئ إنجلترا لعزل الملكة إليزابيث وتعيين ابنها فيليب الثاني مكانها وقد زين أعوان الملك فيليب له الخيال الواسع المبني على الوهم فأقنعوه بضعف إنجلترا والملكة وأن المعركة لن تستغرق وقتا طويلا لينتصر الإسبان.
والحقيقة أن إنجلترا كانت أقوى من ذلك تماما بجيشها ورجال بحريتها كما ذكرنا قبلا، وأثبت الواقع العملي ذلك، فمع المواجهة الأولى نجد أن البحرية الإسبانية تنهار أمام نظيرتها الإنجليزية التي كانت خفيفة الحركة وأقدر علي المناورة ومجهزة بتسليح قوي وقوة الرجال. وقد جاءت العواصف والظروف الطبيعية القادمة من بحر الشمال لتأتي علي البقية الباقية من البحرية الإسبانية كما تحطمت أساطيل إسبانيا الكبيرة «الغلايين» بفضل مهارة وشجاعة البحرية البريطانية.
وبالرغم من الانتصار الإنجليزي الساحق علي ما كان يسمى الأرمادا الإسبانية عام 1588م إلا أن المعارك بين البلدين ظلت مستمرة وإن خفت بالتدريج مع ظهور تفوق إنجلترا إلى أن انتهت تلك المعارك نهائيا عام 1604م وهو نفس عام توقيع الصلح بين البلدين.

## وصلات خارجية
- http://militaryhistory.about.com/od/battleswars14011600/a/armada.htm